# Peromyia almensis
Peromyia almensis är en tvåvingeart som beskrevs av Berest 1989. Peromyia almensis ingår i släktet Peromyia och familjen gallmyggor.
Artens utbredningsområde är Ukraina. Inga underarter finns listade i Catalogue of Life.